# TodoTango
TodoTango（トドタンゴ）は、アルゼンチンのタンゴのインターネットサイト

## 概要
「すべてタンゴ」という意味のスペイン語。言語は、英語とスペイン語である。運営団体は、Coleccionistas Porteños de Tango（ポルテーニョタンゴ収集家協会）となっている。
多数のタンゴの楽曲がダウンロードして聴けるようになっている。人気のある曲には、複数の演奏があり、ラ・クンパルシータが4つの演奏が掲載されている。タンゴとされることも多いミロンガやバルス・タンゴ、カンドンベも少なからずある。ピアノ譜も、見ることが可能である。また、スペイン語の原詩がついているタンゴについては、原詩が分かる。
タンゴのアーティストについても、略歴や作曲した曲などの説明がある写真つきの記事もある。歌手の方で、日本人の藤沢嵐子と阿保郁夫が登場する。